# 藤原 (船橋市)
藤原（ふじわら）は、千葉県船橋市の地名。現行行政地名は藤原一丁目から藤原八丁目。郵便番号273-0047。

## 地理
船橋市の北西部に位置する。東西に大きく二つに分かれており、東が三丁目から八丁目、西が一丁目及び二丁目に分かれる。東側の飛地は北で鎌ケ谷市中沢、東で鎌ケ谷市西道野辺・道野辺・馬込沢・東道野辺、南東で馬込町、南で上山町、西で市川市柏井町と接する。西側の飛地は北から東で市川市柏井町、南で上山町、南西で古作・市川市若宮、西で市川市北方町と接する。西側には武蔵野線が通り船橋法典駅が設置され、東側には東武野田線が通り馬込沢駅が置かれている。

### 地価
住宅地の地価は、2014年（平成26年）1月1日の公示地価によれば、藤原2-9-11の地点で15万2000円/m2となっている。

## 歴史
藤原の前身である藤原新田は、小金牧の一部を延宝年間の頃に開発され成立。木下街道などの交通網を活かし、江戸近郊の農産地として栄えた。1846年（弘化3年）の文書によると、シロウリ・マクワウリ・サツマイモ・サトイモなどを本所や神田の青果物問屋に頻繁に出荷していたという記録が残されている。

### 地名の由来
江戸時代の「藤原新田」を由来とする。藤原新田の由来は、旧新田の開墾を請け負った人物の本姓が藤原姓だったことに由来する。

## 世帯数と人口
2017年（平成29年）11月1日現在の世帯数と人口は以下の通りである。
| 丁目       | 世帯数    | 人口     |
| ---------- | --------- | -------- |
| 藤原一丁目 | 1,788世帯 | 3,776人  |
| 藤原二丁目 | 631世帯   | 1,372人  |
| 藤原三丁目 | 1,009世帯 | 2,321人  |
| 藤原四丁目 | 116世帯   | 239人    |
| 藤原五丁目 | 442世帯   | 1,152人  |
| 藤原六丁目 | 1,211世帯 | 3,079人  |
| 藤原七丁目 | 1,244世帯 | 2,712人  |
| 藤原八丁目 | 346世帯   | 759人    |
| 計         | 6,787世帯 | 15,410人 |

## 小・中学校の学区
市立小・中学校に通う場合、学区は以下の通りとなる
| 丁目       | 番地 | 小学校                                                | 中学校             |
| ---------- | ---- | ----------------------------------------------------- | ------------------ |
| 藤原一丁目 | 全域 | 船橋市立法典西小学校                                  | 船橋市立行田中学校 |
| 藤原二丁目 | 全域 | 船橋市立法典西小学校                                  | 船橋市立行田中学校 |
| 藤原三丁目 | 全域 | 船橋市立法典小学校                                    | 船橋市立法田中学校 |
| 藤原四丁目 | 全域 | 船橋市立法典小学校                                    | 船橋市立法田中学校 |
| 藤原五丁目 | 全域 | 船橋市立法典小学校                                    | 船橋市立法田中学校 |
| 藤原六丁目 | 全域 | 船橋市立法典小学校                                    | 船橋市立法田中学校 |
| 藤原七丁目 | 全域 | 船橋市立法典東小学校 船橋市立法典小学校 ※どちらか選択 | 船橋市立法田中学校 |
| 藤原八丁目 | 全域 | 船橋市立法典小学校                                    | 船橋市立法田中学校 |

## 交通

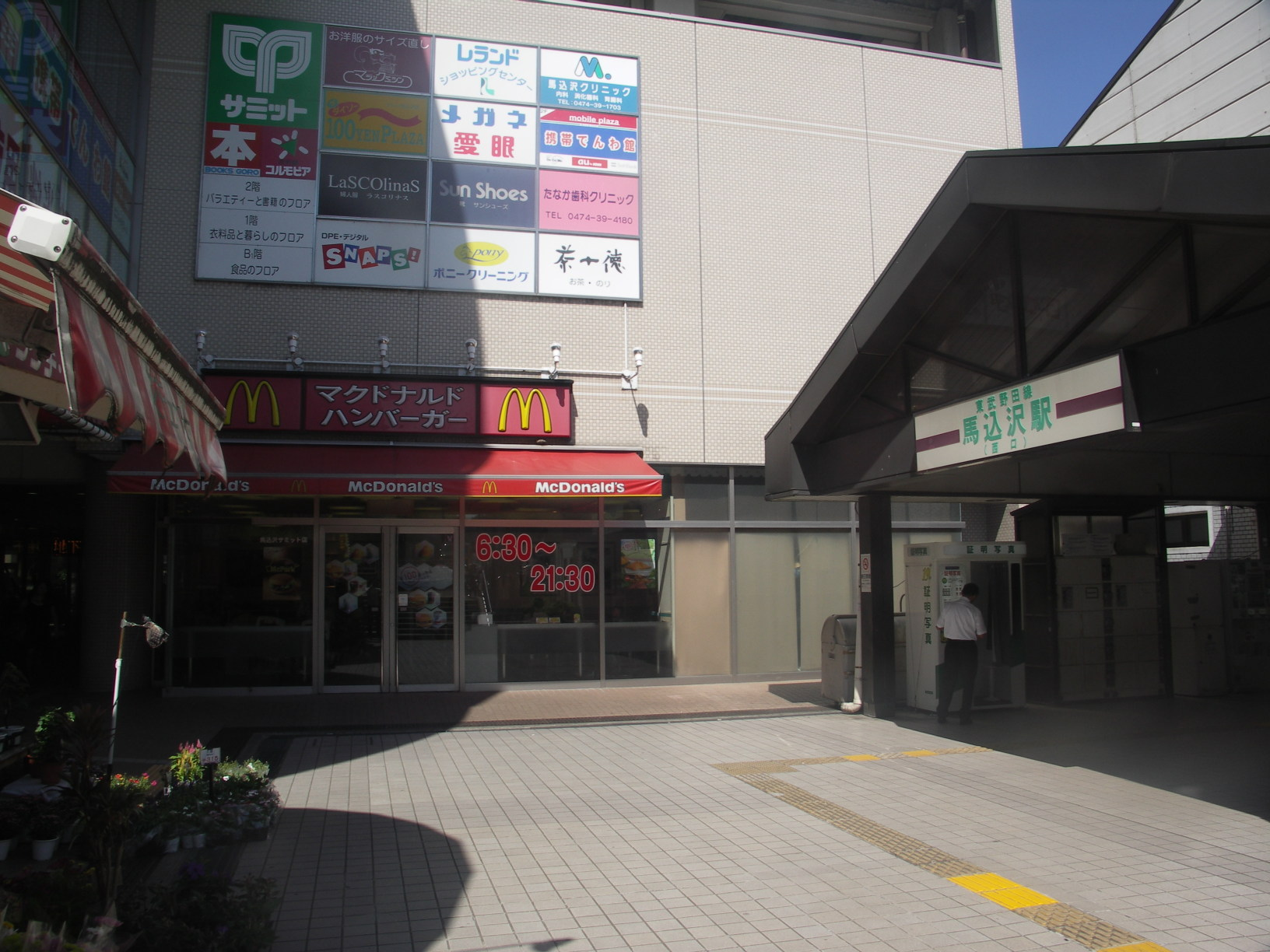
東武野田線馬込沢駅

- JR東日本武蔵野線 - 船橋法典駅
- 東武野田線 - 馬込沢駅

## 施設
- 西部福祉会館
- 船橋藤原三郵便局
- 法典公園
- 藤原市民の森
- 法典の湯
- 千葉県立船橋法典高等学校
- 船橋市立法田中学校
- 船橋市立法典小学校
- 船橋市立若葉保育園
- 市川自動車教習所
- ゴルフゾーンメジャー